# Pelibueyfår

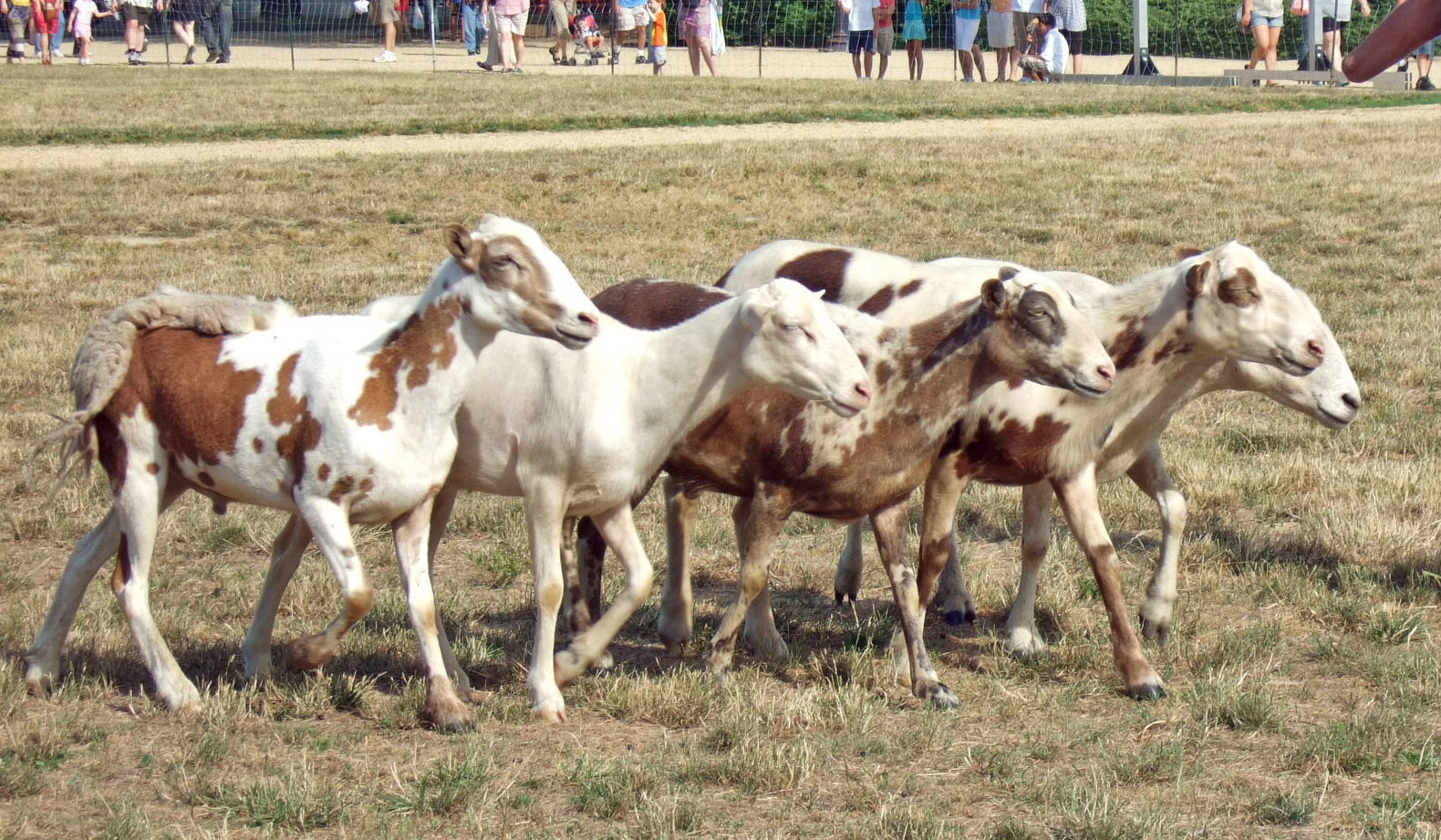
Pelibueyfår

Pelibueyfåret är en typ av får som förekommer i Mexiko, Kuba och Nicaragua. Rasen har sitt ursprung i västra Afrika. Då den inte har någon ull passar den bra i varma klimat, och fåret används framför allt för köttproduktion.  Fårets färg varierar från brun, beige och röd till svart, grå och vit. De kan antingen vara brokiga eller helfärgade. I Villa Carlos Fonseca, Nicaragua, finns det ett centrum för Pelibueyfåravel.